# ثابت‌های فایگنباوم

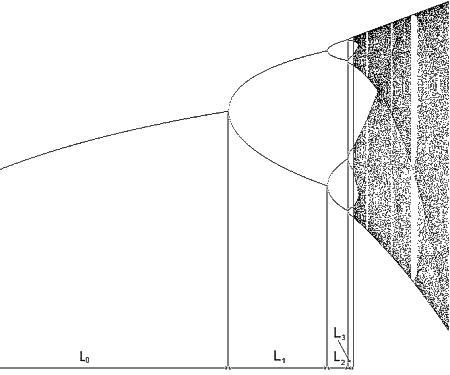
ثابت فایگنباوم δ بیانگر حد نسبت فاصله بین نمودار دوشاخگی متوالی در L_{i} / L_{i+1} است

در ریاضیات، به‌طور خاص نظریه دوشاخگی، ثابت‌های فایگنباوم (به انگلیسی: Feigenbaum constants) دو ثابت ریاضی هستند که هر دو نسبت‌ها را در نمودار دوشاخگی برای یک نگاشت غیرخطی بیان می‌کنند. نام آن‌ها از فیزیکدان میچل جی. فایگنباوم گرفته شده‌است.

## تاریخ
فایگنباوم در ابتدا ثابت اول را به دوشاخگی‌ها با مضاعف‌سازی-تناوب در نگاشت لُجستیک مربوط می‌کند، اما همچنین نشان می‌دهد که برای همه نگاشت‌های یک-بُعدی با تنها بیشینه مرتبه دوم ثابت است. در نتیجه این عمومیت، هر سیستم آشوبناکی که با این توصیف مطابقت داشته باشد، با همان سرعت دوشاخه می‌شود. در سال ۱۹۷۵ کشف شد.

## ثابت اول
ثابت اول فایگنباوم نسبت محدود کننده هر فاصله دوشاخگی به بُعدی بین هر مضاعف‌سازی-تناوب، یک نگاشت تک-پارامتری است
{\displaystyle x_{i+1}=f(x_{i}),}
در این‌جا f(x) تابعی است که توسط پارامتر دوشاخگی a پارامتری می‌شود.
با این حد بدست می‌آید
{\displaystyle \delta =\lim _{n\to \infty }{\frac {a_{n-1}-a_{n-2}}{a_{n}-a_{n-1}}}=4.669\,201\,609\,\ldots ,}
که در آن anها مقادیر گسسته a در تناوب nام مضاعف‌سازی هستند.

### نام‌ها
- سرعت دوشاخگی فایگنباوم
- دلتا

### مقدار
- ۳۰ رقم اعشار: δ = ۴٫۶۶۹۲۰۱۶۰۹۱۰۲۹۹۰۶۷۱۸۵۳۲۰۳۸۲۰۴۶۶…
- (دنباله A006890 در OEIS)
- یک تقریب منطقی ساده ۴ * ۳۰۷/۲۶۳ است

### شرح

#### نگاشت‌های غیر-خطی
برای دیدن چگونگی پیدایش این عدد، نگاشت حقیقی یک پارامتری را در نظر بگیرید
{\displaystyle f(x)=a-x^{2}.}
در اینجا a پارامتر انشعاب است، x متغیر است. مقادیر a که تناوب برای آن دوبرابر می‌شود (به عنوان مثال بزرگترین مقدار برای a با هیچ مدار تناوب-۲، یا بزرگترین a با هیچ مدار تناوب-۴)، a1 ،a2 و غیره هستند. این موارد در زیر آورده شده‌است:
| n | تناوب | پارامتر دوشاخگی (an) | نسبت an−۱ − an−2/an − an−۱ |
| - | ----- | -------------------- | -------------------------- |
| ۱ | ۲     | ۰٫۷۵                 | —                          |
| ۲ | ۴     | ۱٫۲۵                 | —                          |
| ۳ | ۸     | ۱٫۳۶۸۰۹۸۹            | ۴٫۲۳۳۷                     |
| ۴ | ۱۶    | ۱٫۳۹۴۰۴۶۲            | ۴٫۵۵۱۵                     |
| ۵ | ۳۲    | ۱٫۳۹۹۶۳۱۲            | ۴٫۶۴۵۸                     |
| ۶ | ۶۴    | ۱٫۴۰۰۸۲۸۶            | ۴٫۶۶۳۹                     |
| ۷ | ۱۲۸   | ۱٫۴۰۱۰۸۵۳            | ۴٫۶۶۸۲                     |
| ۸ | ۲۵۶   | ۱٫۴۰۱۱۴۰۲            | ۴٫۶۶۸۹                     |

این نسبت در ستون آخر به ثابت اول فایگنباوم همگرا می‌شود. همین عدد برای نگاشت لُجستیک بوجود می‌آید
{\displaystyle f(x)=ax(1-x)}
با پارامتر حقیقی a و متغیر x. جدول‌بندی مجدد مقادیر دوشاخگی:
| n | تناوب | پارامتر دوشاخگی (an) | نسبت an−۱ − an−2/an − an−۱ |
| - | ----- | -------------------- | -------------------------- |
| ۱ | ۲     | ۳                    | —                          |
| ۲ | ۴     | ۳٫۴۴۹۴۸۹۷            | —                          |
| ۳ | ۸     | ۳٫۵۴۴۰۹۰۳            | ۴٫۷۵۱۴                     |
| ۴ | ۱۶    | ۳٫۵۶۴۴۰۷۳            | ۴٫۶۵۶۲                     |
| ۵ | ۳۲    | ۳٫۵۶۸۷۵۹۴            | ۴٫۶۶۸۳                     |
| ۶ | ۶۴    | ۳٫۵۶۹۶۹۱۶            | ۴٫۶۶۸۶                     |
| ۷ | ۱۲۸   | ۳٫۵۶۹۸۹۱۳            | ۴٫۶۶۹۲                     |
| ۸ | ۲۵۶   | ۳٫۵۶۹۹۳۴۰            | ۴٫۶۶۹۴                     |

#### فراکتال

خودهمانندی در این مجموعه مندلبرو که با بزرگنمایی در یک ریخت گِرد در حالی که در جهت منفی- قرار دارد، نشان داده شده‌است. مرکز نمایش از (۱٬۰-) تا (۱_{/}۳۱٬۰-) در حالی که چشم‌انداز از ۰٫۵ × ۰٫۵ تا ۰٫۱۲ × ۰٫۱۲ برای تقریبی نسبت فایگنباوم بزرگ‌نمایی می‌شود.

در مورد مجموعه مندلبرو برای چندجمله‌ای درجه دوم مختط
{\displaystyle f(z)=z^{2}+c}
ثابت فایگنباوم نسبت بین قطر دایره‌های متوالی در محور حقیقی در صفحه مختلط است (به انیمیشن سمت راست مراجعه کنید).
| n  | تناوب = 2n | پارامتر دوشاخگی (cn) | نسبت{\displaystyle ={\dfrac {c_{n-1}-c_{n-2}}{c_{n}-c_{n-1}}}} |
| -- | ---------- | -------------------- | -------------------------------------------------------------- |
| ۱  | ۲          | −۰٫۷۵                | —                                                              |
| ۲  | ۴          | −۱٫۲۵                | —                                                              |
| ۳  | ۸          | −۱٫۳۶۸۰۹۸۹           | ۴٫۲۳۳۷                                                         |
| ۴  | ۱۶         | −۱٫۳۹۴۰۴۶۲           | ۴٫۵۵۱۵                                                         |
| ۵  | ۳۲         | −۱٫۳۹۹۶۳۱۲           | ۴٫۶۴۵۸                                                         |
| ۶  | ۶۴         | −۱٫۴۰۰۸۲۸۷           | ۴٫۶۶۳۹                                                         |
| ۷  | ۱۲۸        | −۱٫۴۰۱۰۸۵۳           | ۴٫۶۶۸۲                                                         |
| ۸  | ۲۵۶        | −۱٫۴۰۱۱۴۰۲           | ۴٫۶۶۸۹                                                         |
| ۹  | ۵۱۲        | −۱٫۴۰۱۱۵۱۹۸۲۰۲۹      |                                                                |
| ۱۰ | ۱۰۲۴       | −۱٫۴۰۱۱۵۴۵۰۲۲۳۷      |                                                                |
| ∞  |            | −۱٫۴۰۱۱۵۵۱۸۹۰…       |                                                                |

## ثابت دوم
ثابت فایگنباوم دوم یا ثابت آلفایِ فایگنباوم (دنباله A006891 در OEIS)،
{\displaystyle \alpha =2.502907875095892822283902873218...,}
نسبت بین عرض یک شاخک و عرض یکی از دو زیرشاخک‌های آن است (به استثنای شاخک نزدیک به تاخورده). هنگامی که نسبت بین زیرشاخک پایین و عرض شاخک اندازه‌گیری می‌شود، علامت منفی به α اعمال می‌شود.
این اعداد برای دسته بزرگی از سیستم‌های دینامیکی (به عنوان مثال، شیرهای چکه‌کننده تا رشد جمعیت) اعمال می‌شوند.
یک تقریب منطقی ساده (۱۳/۱۱) * (۱۷/۱۱) * (۳۷/۲۷) است.

## خواص
اعتقاد بر این است که هر دو عدد اعداد متعالی هستند، اگرچه ثابت نشده‌است که چنین هستند. همچنین هیچ اثبات شناخته شده‌ای مبنی بر غیر منطقی بودن هر یک از ثابت‌ها وجود ندارد.
اولین اثبات جهانشمولی بودن ثابتات فیگنباوم که توسط اسکار لانفورد در سال ۱۹۸۲ انجام شد (با تصحیح اندکی توسط ژان پیر اکمان و پیتر ویتوِر از دانشگاه ژنو در سال ۱۹۸۷) با کمک رایانه انجام شد. با گذشت سال‌ها، روش‌های غیر-عددی برای قسمت‌های مختلف اثبات کشف شد و به میخائیل لیوبیچ در ارائهٔ اولین اثبات کامل غیر-عددی کمک کرد.

## یادداشت
1. ↑  Feigenbaum, M. J. (1976) "Universality in complex discrete dynamics", Los Alamos Theoretical Division Annual Report 1975-1976
2. ↑  Chaos: An Introduction to Dynamical Systems, K.T. Alligood, T.D. Sauer, J.A. Yorke, Springer, 1996, شابک ‎۹۷۸−۰−۳۸۷۹۴−۶۷۷−۱
3. ↑  Non-Linear Ordinary Differential Equations: Introduction for Scientists and Engineers (4th Edition), D. W. Jordan, P. Smith, Oxford University Press, 2007, شابک ‎۹۷۸−۰−۱۹−۹۲۰۸۲۵−۸.
4. ↑  Alligood, p. 503.
5. ↑  Alligood, p. 504.
6. 1 2  Nonlinear Dynamics and Chaos, Steven H. Strogatz, Studies in Nonlinearity ,Perseus Books Publishing, 1994, شابک ‎۹۷۸−۰−۷۳۸۲−۰۴۵۳−۶
7. ↑  Briggs, Keith (1997). Feigenbaum scaling in discrete dynamical systems (PDF) (PhD thesis). University of Melbourne.
8. ↑  Lanford III, Oscar (1982). "A computer-assisted proof of the Feigenbaum conjectures". Bull. Amer. Math. Soc. 6 (3): 427–434. doi:10.1090/S0273-0979-1982-15008-X.
9. ↑  Eckmann, J. P.; Wittwer, P. (1987). "A complete proof of the Feigenbaum conjectures". Journal of Statistical Physics. 46 (3–4): 455. Bibcode:1987JSP....46..455E. doi:10.1007/BF01013368.
10. ↑  Lyubich, Mikhail (1999). "Feigenbaum-Coullet-Tresser universality and Milnor's Hairiness Conjecture". Annals of Mathematics. 149 (2): 319–420. arXiv:math/9903201. Bibcode:1999math......3201L. doi:10.2307/120968. JSTOR 120968.